# 엄마 (2008년 영화)
엄마(Kaabee, 母べえ)는 일본에서 제작된 야마다 요지 감독의 2008년 드라마 영화이다. 요시나가 사유리 등이 주연으로 출연하였고 야지마 타카시 등이 제작에 참여하였다.

## 출연

### 주연
- 요시나가 사유리
- 아사노 타다노부

### 조연
- 반도 미츠고로
- 단 레이
- 덴덴
- 후키코시 미츠루
- 히다리 토키에
- 콘도 코엔
- 나카무라 우메노스케
- 아타키 히데지
- 사사노 타카시
- 사토 미쿠
- 시다 미라이
- 쇼후쿠테이 츠루베
- 스즈키 미즈호
- 토다 케이코

## 제작진
- 원작자: 노가미 테루요
- 제작보: 노지 치아키
- 미술: 데가와 미츠오